# Sophie Sumner
Sophie Sumner (Oxford, 15 gennaio 1990) è una modella britannica.

## Biografia
Nel 2009 partecipa alla quinta edizione di Britain's Next Top Model, classificandosi seconda e iniziando la sua carriera nella moda; nel 2012 la svolta importante, cioè la chiamata a partecipare alla diciottesima edizione di America's Next Top Model, che ha visto sfidarsi sette ex concorrenti britanniche e sette nuove aspiranti top model americane. Alla fine del reality, senza essere finita neanche una volta a rischio eliminazione, la Sumner ha vinto il programma.